# Klockestrand
Klockestrand is een plaats in de gemeente Kramfors in het landschap Ångermanland en de provincie Västernorrlands län in Zweden. De plaats heeft 320 inwoners (2005) en een oppervlakte van 103 hectare. De plaats ligt op een vrij groot schiereiland en ligt direct aan de rivier de Ångermanälven vlak bij de plaats waar deze uitmondt in de Botnische Golf.
In Klockestrand staat direct aan de haven een gebouw dat in 1933 gebouwd is en diende als school. Het was de eerste school in Zweden met een inpandige sauna. Sinds 1992 is de school gesloten en het gebouw dient nu als herberg.

## Verkeer en vervoer
Bij de plaats loopt de Länsväg 332.